# Muja Muju
Muja Muju is een bestuurslaag in het regentschap Jogjakarta van de provincie Jogjakarta, Indonesië. Muja Muju telt 11.454 inwoners (volkstelling 2010).